# III najazd mongolski na Polskę
III najazd mongolski na Polskę, (zwany też III najazdem tatarskim na Polskę) – atak Mongołów na Polskę pod wodzą Nogaja i Telebogi, który miał miejsce na przełomie 1287 i 1288 roku.

## Geneza
Trzeci najazd mongolski na Polskę był ściśle związany z wydarzeniami, jakie miały miejsce na Węgrzech, gdzie po śmierci Stefana V królem został Władysław IV Kumańczyk, mający 10 lat, a którego matką była Elżbieta, córka Kocjana, chana Kumanów czyli Połowców. Wkrótce rozpoczęły się walki o władzę pomiędzy możnymi rodami węgierskimi. Nowy król starał się wzmocnić swoją pozycję przez sojusz z Połowcami i mongolską Złotą Ordą. W 1285 roku Władysław zwrócił się o pomoc do Nogaja, jednego z najważniejszych wodzów mongolskich i do Telebogi, władcy Złotej Ordy. Gdy wojska mongolskie szykowały się do interwencji na Węgrzech, książę mazowiecki Bolesław II spustoszył przygraniczne ziemie ruskie, co było uzgodnione z księciem Leszkiem Czarnym. Część oddziałów ruskich wspomagających Mongołów zmuszona była zawrócić, co przyczyniło się do niepowodzenia interwencji mongolskiej na Węgrzech z przełomu 1285 i 1286 roku. Zostali oni tam pokonani przez wojska węgierskie. Mimo to król węgierski Władysław, coraz mocniej skonfliktowany ze swymi poddanymi i Kościołem (został obłożony klątwą), przeniósł się do Górnych Węgier, bliżej wojsk Nogaja, który miał zamiar przekroczyć Karpaty w rejonie Spiszu, co oznaczało, że jego wojska musiały przejść przez południową Małopolskę. Nogaj nie chciał sam decydować o najeździe na ziemie księcia polskiego Leszka Czarnego, dlatego postanowił działać wspólnie z Telebogą, mimo że obaj Mongołowie nie darzyli się sympatią. 
Pomimo niechęci współdziałali ze sobą uzgadniając wszelkie posunięcia polityczne i militarne. Wojska mongolskie po opuszczeniu Węgier i zaplanowaniu kolejnej wyprawy, znalazły leże w pobliżu ziem polskich: 
- armia Telebogi w południowo-wschodnich rejonach Księstwa Halicko-Wołyńskiego
- armia Nogaja w okolicach między Dniestrem a Seretem.

Najważniejszym celem planowanej wyprawy miała być grabież i złupienie Polski, a dokładniej Małopolski i ziemi sandomierskiej. Celem politycznym miało być zapewne osłabienie gospodarcze i militarne państwa księcia Leszka Czarnego, który w tamtych czasach wyrastał na najważniejszego sojusznika Węgier, rywala Złotej Ordy. Jednak cel polityczny najazdu był celem drugorzędnym. Plan wyprawy był prosty i podobny do poprzedniego najazdu mongolskiego z przełomu 1259 i 1260. Spośród dwóch armii północna, pod dowództwem Telebogi, miała uderzyć na ziemię sandomierską, południowa – mniejsza liczebne, pod dowództwem Nogaja, miała iść bezpośrednio na Kraków i Małopolskę. Obie armie miały spustoszyć zaatakowane ziemie i spotkać się na północ od Krakowa. Rozdzielenie armii miało na celu rozproszenie sił polskich oraz ich dezorientację, co umożliwiało łatwiejszą grabież i ograniczenie do minimum strat własnych. Dysproporcja sił pomiędzy armią północną i południową podyktowana była najprawdopodobniej obawą przed kontruderzeniem Bolesława II mazowieckiego. Wojskom mongolskim, a dokładniej armii północnej, towarzyszył duży kontyngent wojsk ruskich pod dowództwem: księcia łuckiego Mścisława, księcia wołyńskiego Włodzimierza oraz księcia halickiego Lwa. Do końca nie jest znana liczebność sił tatarsko-ruskich. Szacuje się armię Telebogi na 20 tysięcy, natomiast siły Nogaja na 10 tysięcy jazdy. 
Książę krakowski Leszek Czarny według szacunkowych danych mógł przeciwstawić w sumie 15 tysięcy zbrojnych, w tym 5 tysięcy jazdy, co było siłą niemałą i dająca nadzieje na odparcie najazdu. Lepiej niż w latach 1259/1260 przedstawiała się też sytuacja stanu ufortyfikowania głównych grodów zaatakowanych ziem. Wzmocniono znacznie obwarowania Krakowa, Sandomierza i Starego Sącza oraz pomniejszych grodów. Problemem dla Leszka Czarnego natomiast był brak silnych sojuszników pośród książąt dzielnicowych oraz osłabienie własnej armii będące wynikiem strat poniesionych podczas udanej odwetowej wyprawy na Mazowsze przeciwko Konradowi czerskiemu w czerwcu 1287.

## Przebieg
Pierwszą fazę najazdu mongolskiego na Polskę rozpoczęto 7 grudnia 1287 wymarszem skoncentrowanej w rejonie Włodzimierza Wołyńskiego północnej armii wojsk mongolskich pod dowództwem Telebogi wraz z towarzyszącymi im wojskami ruskimi ku granicom Polski. Omijając Lublin najeźdźcy próbowali na wysokości Zawichostu przedostać się na lewy brzeg Wisły. Brak pokrywy lodowej na Wiśle zmusił Telebogę do marszu na południe i dopiero po przyjściu mocnych mrozów Mongołowie pokonali zamarznięty San oraz Wisłę, po czym wtargnęli do ziemi sandomierskiej. Prawdopodobnie pod Lublinem lub Zawichostem Teleboga wysłał oddział w kierunku Mazowsza, który miał spustoszyć dzielnicę Bolesława II mazowieckiego, w odwecie za najazd księcia mazowieckiego na Ruś w 1285.
Nie podejmując próby zdobycia dobrze umocnionego Sandomierza, Teleboga pozostawił pod jego murami dla osłony jedynie Rusinów i rozpuścił swoje zagony po ziemi sandomierskiej umiejscawiając dowództwo w Goźlicach. Działania wojsk mongolskich cechowała duża nerwowość i pośpiech. Nie zdobyli oni żadnego ważnego umocnionego miejsca. Podjęli próbę podejścia pod klasztor na Łysej Górze. Według przekazów wojska polskie pod dowództwem Leszka Czarnego zadały klęskę siłom mongolskim pod Łagowem w Górach Świętokrzyskich. Ruchy wojsk armii północnej nie wyszły poza ziemię sandomierską, sięgając swoimi zagonami do Turska Wielkiego na południe oraz po Łysą Gorę na zachodzie. Wiadomo, że już w wigilię Bożego Narodzenia 1287 Mongołowie Telebogi rozpoczęli odwrót docierając w styczniu 1288 do Lwowa.
Drugą fazę III najazdu mongolskiego na Polskę rozpoczęło wejście południowej armii mongolskiej pod dowództwem Nogaja. Dowodzona przez niego armia dotarła 24 grudnia 1287 roku pod Kraków, gdzie rozpoczęła oblężenie miasta. Wobec twardego i zaciętego oporu mieszczan i nikłych widoków na pomyślne zakończenie oblężenia Nogaj dał rozkaz do przegrupowania wojsk i rozpoczęcia działań w rejonie ziemi krakowskiej i sieradzkiej. Równolegle z pustoszeniem ziemi krakowskiej podjęto próbę spustoszenia Podhala oraz ludnych i dobrze zagospodarowanych okolic Starego Sącza. Dwie duże kolumny sił mongolskich ruszyły w kierunku południowym. Pierwsza dotarła w rejon Podhala, gdzie spaliła Podoliniec oraz starła się nad Dunajcem z miejscowymi góralami. Druga większa grupa skierowała się w kierunku Starego Sącza celem jego zdobycia. Mongołowie oblegli dobrze umocniony gród, ale wobec dobrego przygotowania obrony oblężenie przedłużało się i nie przynosiło żadnych wymiernych efektów. Sygnałem do odwrotu Nogaja z Polski stała się klęska jego sił w bitwie pod Starym Sączem, gdzie Mongołów pobiła odsiecz węgierska prowadzona przez Jerzego z Sovaru. W końcu stycznia 1288 Mongołowie całkowicie wycofali się w rejon Rusi halickiej, gdzie dokonali wielkich grabieży wetując sobie nieudaną wyprawę na Polskę.
Najazd mongolski zaskoczył Leszka Czarnego. Jednak plan obrony, jaki niewątpliwie był dziełem księcia krakowskiego, sprawdził się. Plan obrony składał się z trzech etapów. Pierwszy etap to obrona bierna, czyli chronienie się w grodach i ich obrona. Drugi etap to przechodzenie do obronny czynnej, czyli znoszenie małych oddziałów mongolskich. Trzeci etap to kontruderzenie i zadanie przy udziale wojsk węgierskich militarnej klęski najeźdźcom. 
Podczas pierwszej fazy najazdu do 20 grudnia 1287 roku książę krakowski przebywał poza Wawelem i organizował obronę kraju oraz kierował nią. Później, podczas drugiej fazy najazdu po wtargnięciu do Małopolski drugiej południowej armii wojsk mongolskich pod dowództwem Nogaja, Leszek Czarny wycofał się z ziemi sandomierskiej do Krakowa, szykując obronę stolicy Polski. Podczas oblężenia wykorzystując rozluźnienie pierścienia wojsk oblegających Kraków, książę wraz z żoną Gryfiną i małym pocztem wymknął się z obleganego grodu. Kierunkiem dramatycznej podroży Leszka Czarnego były Węgry, gdzie szukał pomocy u króla węgierskiego Władysława IV. Akcja dyplomatyczna zakończyła się pełnym sukcesem i książę polski mógł przejść do trzeciego etapu planu obrony kraju. Na rozkaz króla Władysława oddział wojsk węgierskich pod dowództwem Jerzego z Sovaru poprzez Kieżmark i Podoliniec ruszył pod Stary Sącz. W międzyczasie na terenie kraju trwała mobilizacja. Ostatecznej klęski Mongołom nie udało się zadać, gdyż ci widząc działania sprzymierzonych sił polsko-węgierskich nie ryzykowali dalszej walki i pośpiesznie wycofali się z kraju.

## Skutki
Tak jak podczas poprzednich najazdów atak Mongołów na przełomie lat 1287 i 1288 wiązał się z wielkimi spustoszeniami, grabieżą i dezorganizacją kraju. Jednak w porównaniu z wcześniejszym najazdem, który też miał charakter czysto łupieżczy, Mongołowie działali krócej oraz nie zdobyli żadnego poważniejszego grodu, ograniczając się do grabieży terenów wiejskich. Szacuje się, że mogli uprowadzić w jasyr maksymalnie kilka tysięcy ludzi. Niemałe były też straty w zrabowanych łupach, lecz trudno je przyrównać do tych z przełomu lat 1259 i 1260.
Agresja mongolska uwypukliła siłę nowej grupy społecznej, jaką stanowili mieszczanie, a dobrze ufortyfikowane i dzielnie bronione miasta stały się silnym punktem w systemie obrony kraju. Obnażyła natomiast słabość dużego kraju rozbitego na dzielnice, których władcy nie potrafili współdziałać ze sobą w kluczowych sprawach.